# Princ Mulaj Rašid
Princ Mulaj Rašid (20. června 1970 Rabat) je marocký princ a politik. Narodil se jako páté dítě krále Hasana II.
Je doktorem filozofie (Ph.D.). Věnuje se především diplomacii. Vede aktivní politiku na mezinárodních jednáních. Používá královský titul Jeho královská výsost.

## Vyznamenání
- čestný rytíř velkokříže Královského Viktoriina řádu, Spojené království, 14. července 1987
- řádový řetěz Řádu za občanské zásluhy, Španělsko, 22. září 1989[1]
- velkokříž Řádu prince Jindřicha, Portugalsko, 26. března 1993[2]
- velkokříž Řádu zásluh o Italskou republiku, Itálie, 18. března 1997[3]
- velkokříž Řádu avizských rytířů, Portugalsko, 13. srpna 1998[1]
- Řád znamenitosti II. třídy, Pákistán, 19. července 2003
- velkokříž Řádu Leopolda II., Belgie, 5. října 2004
- velkokříž Řádu aztéckého orla, Mexiko, 11. února 2005
- velkokříž Řádu republiky, Tunisko, 31. května 2014
- velkokříž Národního řádu za zásluhy, Francie
- velkokříž Řádu trůnu, Maroko
- Řád krále Abd al-Azíze I. třídy, Saúdská Arábie